# Мільяро
Мільяро (італ. Migliaro) — колишній муніципалітет в Італії, у регіоні Емілія-Романья, провінція Феррара. З 1 січня 2014 року Мільяро є частиною новоствореного муніципалітету Фіскалья.
Мільяро розташоване на відстані близько 330 км на північ від Рима, 60 км на північний схід від Болоньї, 27 км на схід від Феррари.
Населення — 2225 осіб (2012).

## Демографія
Населення за роками:

Станом на 31 грудня 2010 року в муніципалітеті офіційно проживало 125 іноземців з 14 країн, серед них 42 громадяни країн Євросоюзу та 10 громадян України.

## Сусідні муніципалітети
- Масса-Фіскалья
- Мільярино
- Остеллато